# بوچانگای گرند کومور
بوچانگای گرند کومور (نام علمی: Dicrurus fuscipennis) نام یک گونه از تیره بوچانگایان است.